# Sinete

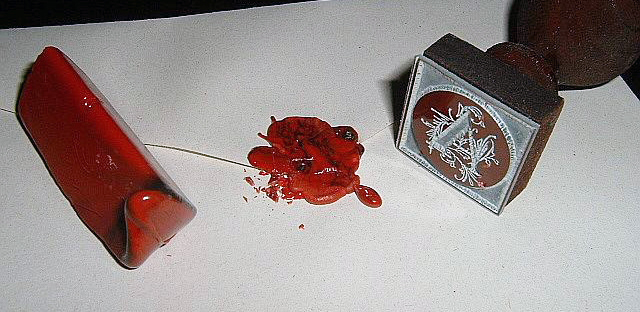
Envelope com um sinete e cera vermelha

Um sinete ou selo é uma peça que, mesmo existindo desde o início do 3º milénio a.C. na Grécia Antiga, foi de larga utilização nos séculos XVI a XVIII.
É um pequeno objeto de metal como ouro ou prata (placa, coluna e até anel) usados como assinatura do proprietário e/ou responsável por uma Organização, para selar e autenticar documentos e cartas. Importa salientar, que tal instrumento não é individual, mas sim coletivo, de Estados, Empresas, partidos políticos, Famílias, representando um grei, clã, messe ou outra denominação coletiva de mais de quatro pessoas, o famoso "Anel do Pescador", usado pelo Papa, e/ou grande sacerdote da Igreja Católica Apostólica Romana. Após a assinatura, a impressão é feita com um pouco de cera que é derramada sobre o papel no qual é pregado com o sinete, deixando um desenho pessoal, como um brasão, ou um símbolo.

## Sinete como impressão
São usados em convites de festividades como casamentos pelo chefe de um clã, aniversários e festas em geral. Geralmente, para deixar o convite mais decorado, e com a participação de um patriarca de clã, segundo as sagradas escrituras (Bíblia), se usa um tipo de cera dourada ou escarlate, no qual é impressa com sinetes cheios de enfeites e paquifes com as iniciais dos casais ou aniversariantes, emblemas de organizações, podendo ser de uma Empresa que convida em nome do grupo e/ou Partido.

## Sinetes da antiguidade
Esses tipos de utilização em tribos, aldeias e clãs são utilizados até hoje de diversas outras formas, sendo valorizados por arqueólogos em museus, pois representam sempre comunidades e/ou antigas civilizações e/ou outras formas de organizações - modernamente, são sempre associados a civilizações como a romana e a grega e outras, bem como grupos religiosos e até de bandidos, no caso dos arquivos da Polícia, modernamente. Sendo, portanto, sempre usados apenas pelas maiores castas como reis e imperadores chefes, sempre chefes em nome de um grupo, legal ou ilegal, pois os Piratas e os Corsários usavam os sinetes, principalmente esses últimos.

## Sinetes orientais
Chamados de hanko e yinzhang no Japão e na China, os sinetes orientais possuíam, como emblema, caracteres orientais, eram fabricados geralmente com madeira, bambu, pedra sabão e até jade. Não eram impressos em cera, mas em nanquim retirado de glândulas de polvos e lulas. Tinham também animais do zodíaco chinês dependendo da ocasião. São os predecessores do bloco de madeira chinês.

## Anéis de sinete
Os sinetes anéis eram os mais populares dos sinetes, tendo na maioria das vezes um brasão, que foi entalhado em metal ou pedra preciosa. Os mais usados eram feitos de ouro ou de ágata. Era uma tradição nobre na Europa, existindo na Alemanha, Itália e Inglaterra, indicava quando uma pessoa estava casada. O anel de sinete do papa é chamado Anel do Pescador, sendo usado desde o século XIII.